# 刃
刃（は、やいば、英: blade）は、ふちの薄くて鋭い、物を切ったり削ったりする部分。

## 概要
刃はものを切ったり削ったりするために作られた、ふちが薄い、硬質の素材でできた部分である。
一般なのは金属の薄板のふちを極薄に加工したものである。
くさびに似た形状と力学でものを切断する。
　
刃を備えた道具を刃物という。
機械類の、ものを切ったり削ったりするための部品、バイトやチャックも日本語では刃ということがある。

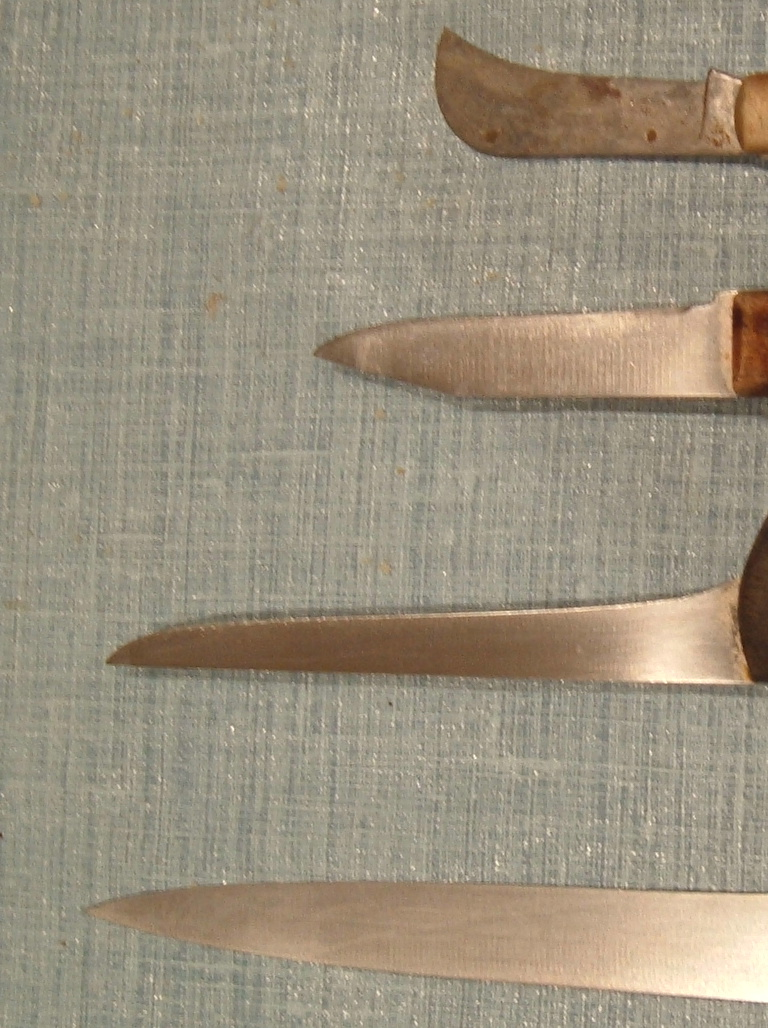
ナイフの刃
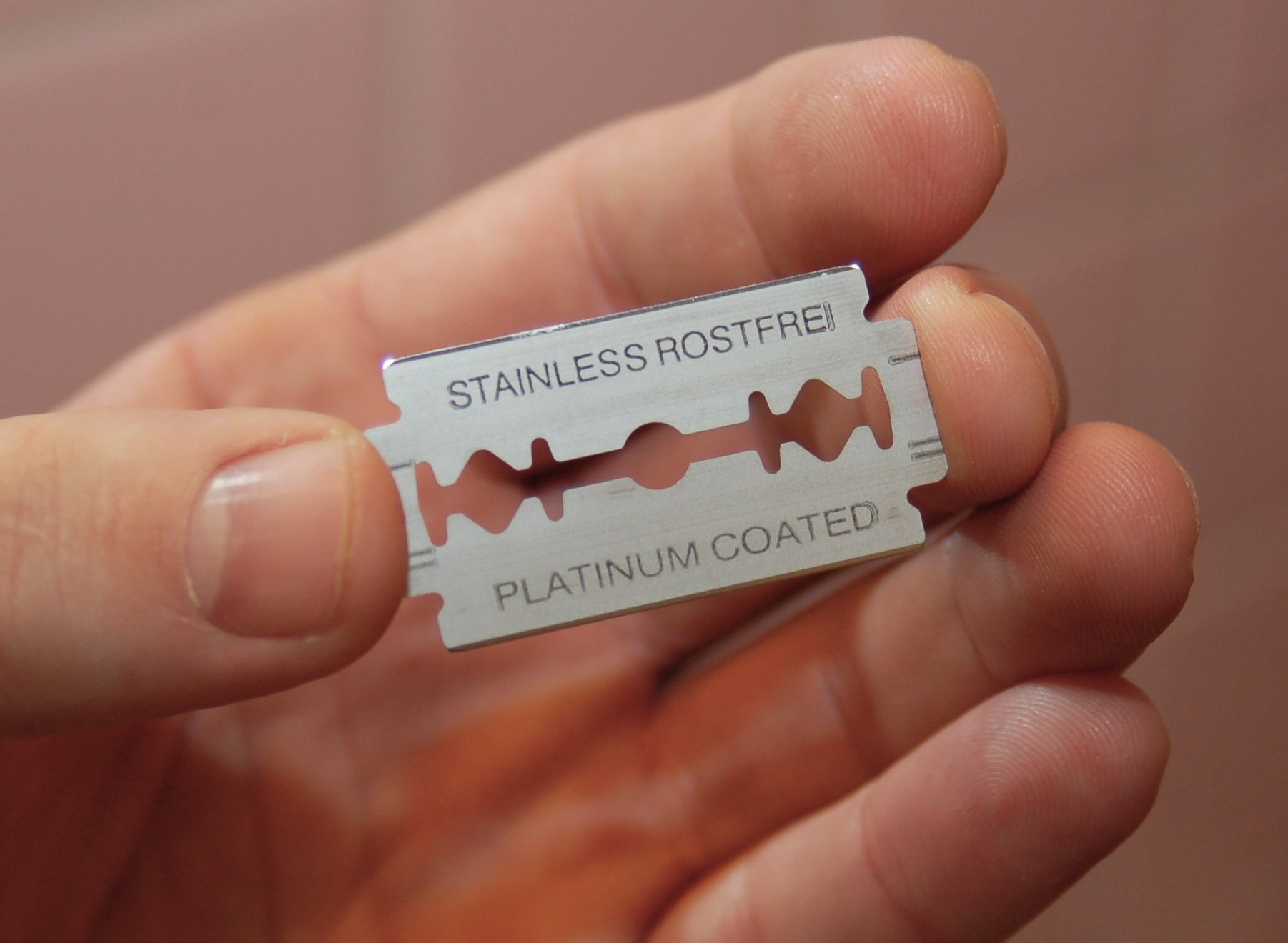
カミソリの刃
くさびの力学

## 歴史
石器時代は、打製石器で、つまりガラス質を含んだ石を割って刃が作られた。

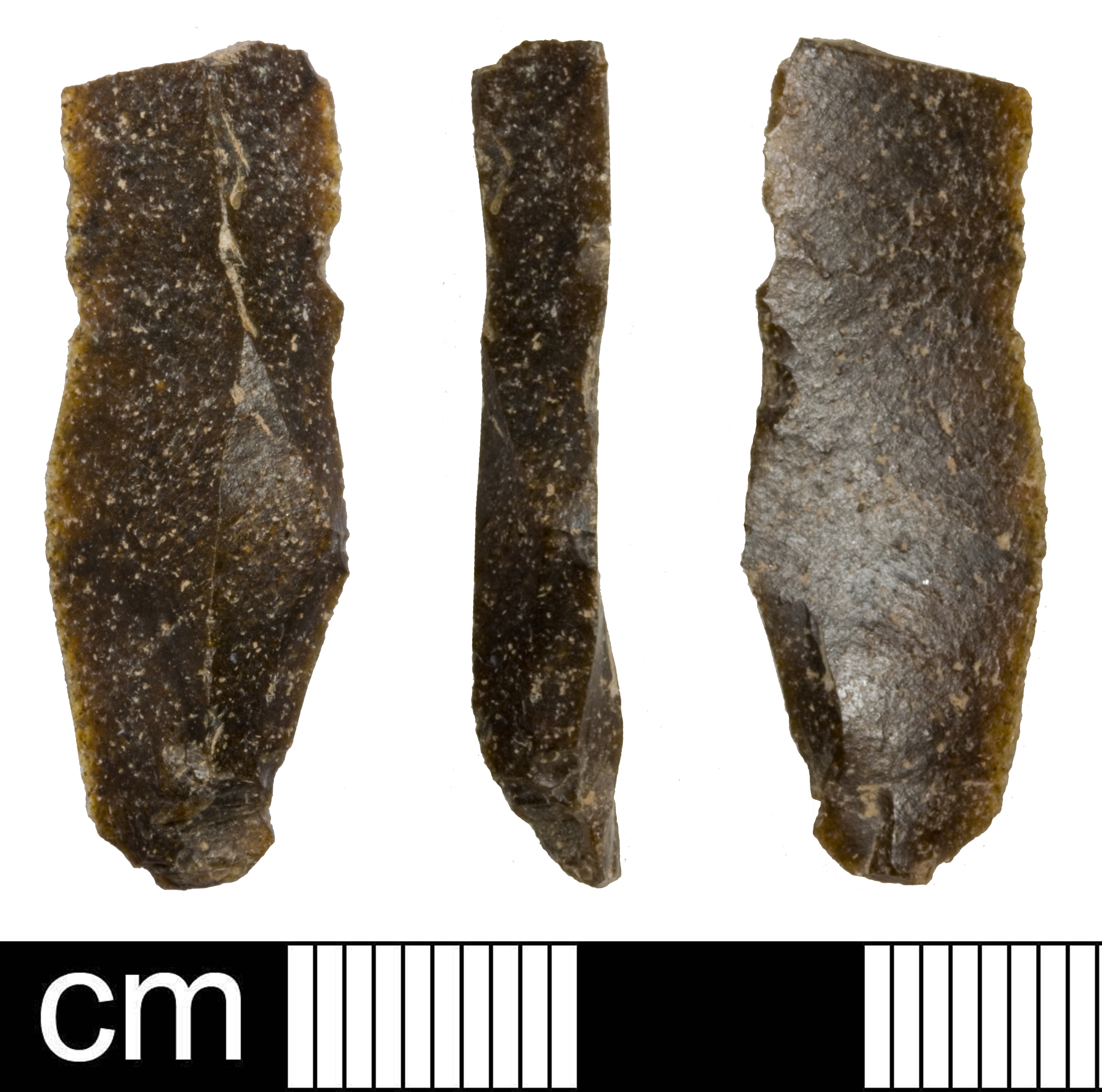
中石器時代の刃
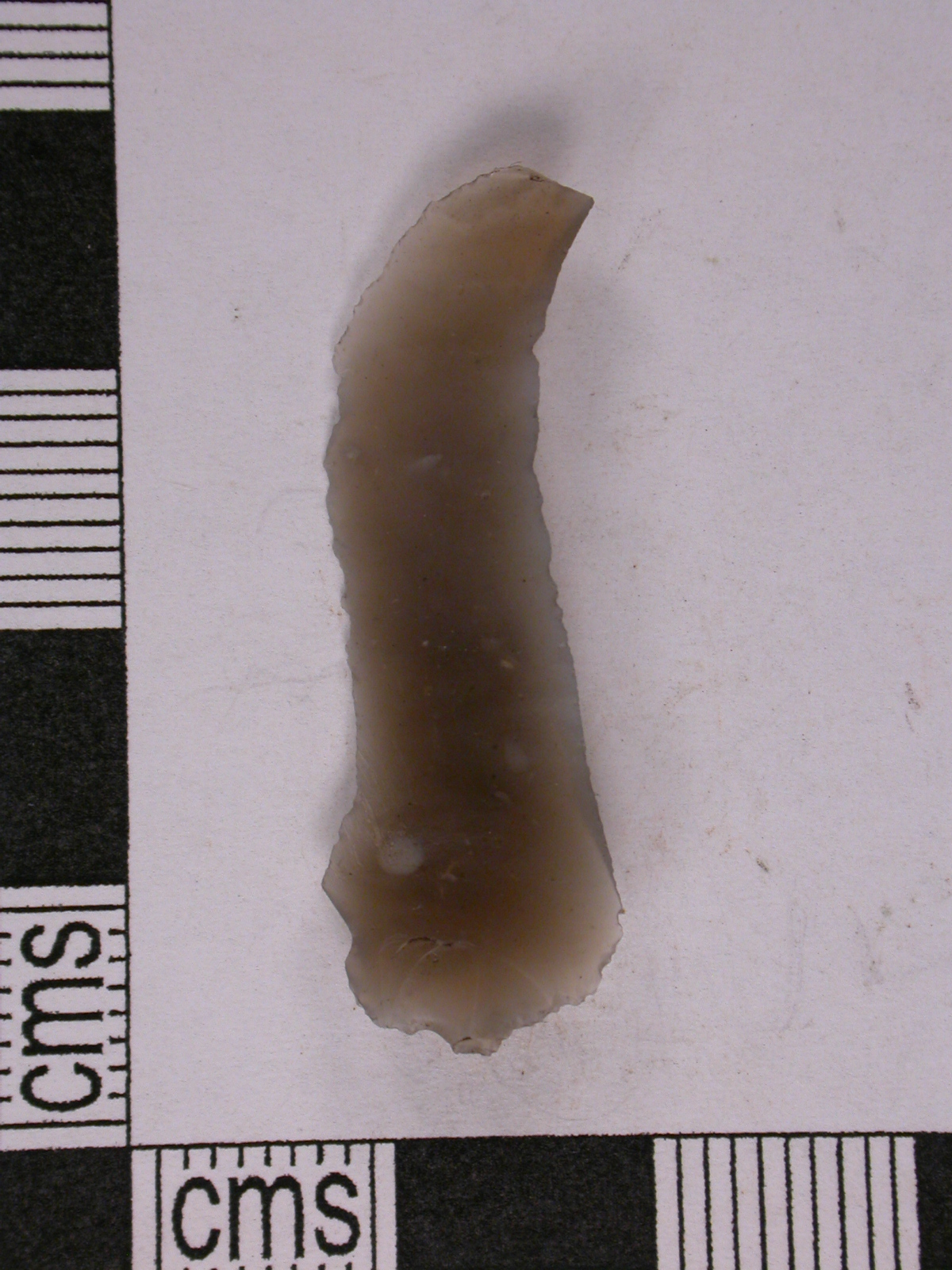
紀元前8300年から紀元前4500年ころの刃

## 刃付け
刃を加工によって形作ることを刃付けという。
刃付けの前に、焼入れ、焼戻しなど熱処理を行う。
刃付けには砥石を使う。
片側だけを加工して刃を付ける片刃、左右両側を加工してＶ字状に刃を付ける両刃がある。片刃は切れ味が鋭いがまっすぐ切りづらく、両刃は切れ味は劣るがまっすぐ切りやすい。
形状による細かい分類としては、刀身の側面を平面上に加工するフラットグラインド、膨らみを持たせた形状に側面を加工する蛤刃（コンベックスグラインド）、凹面状に加工したホローグラインドなどがある。

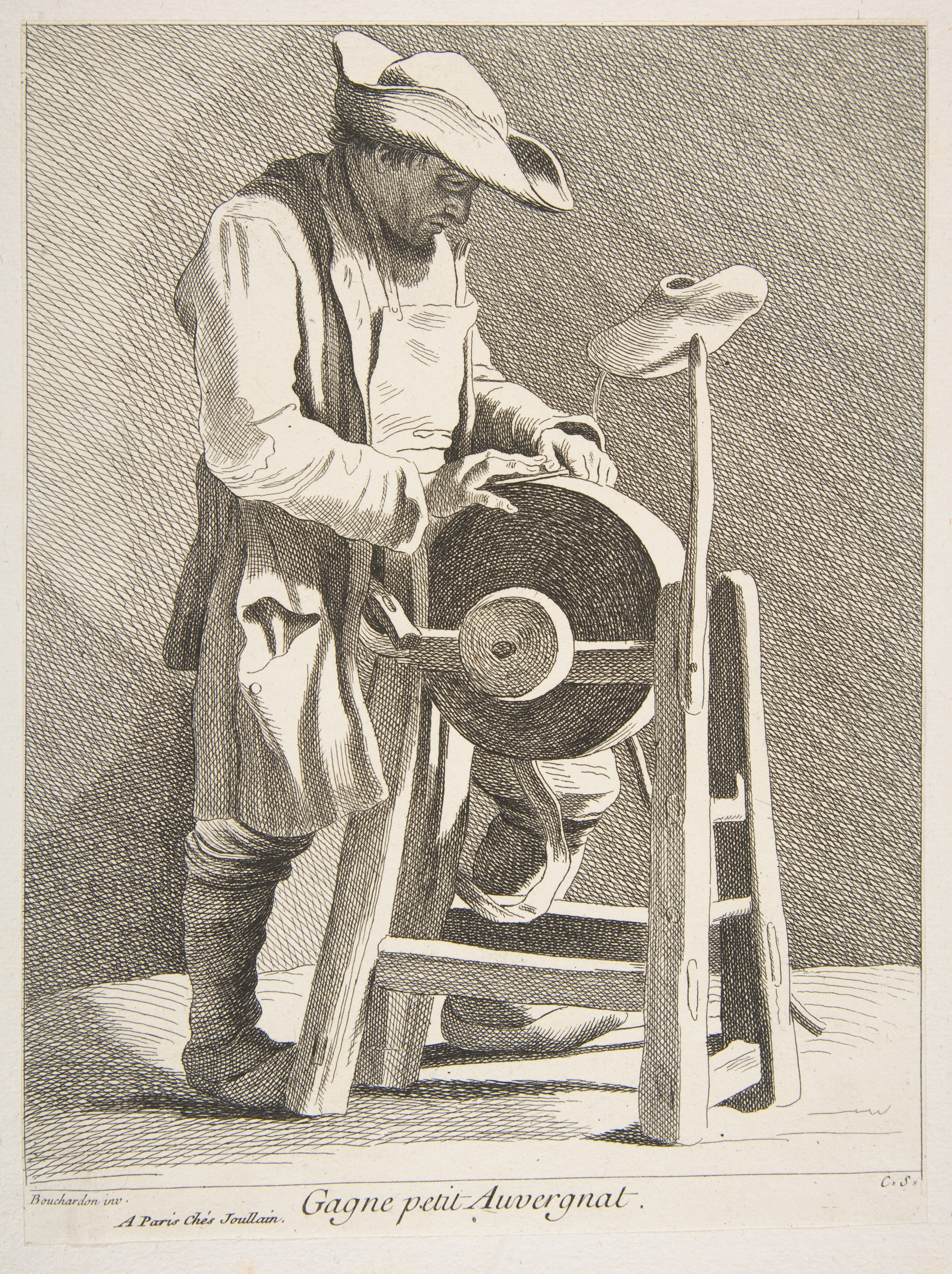
回転砥石での刃付け。1742年、フランス
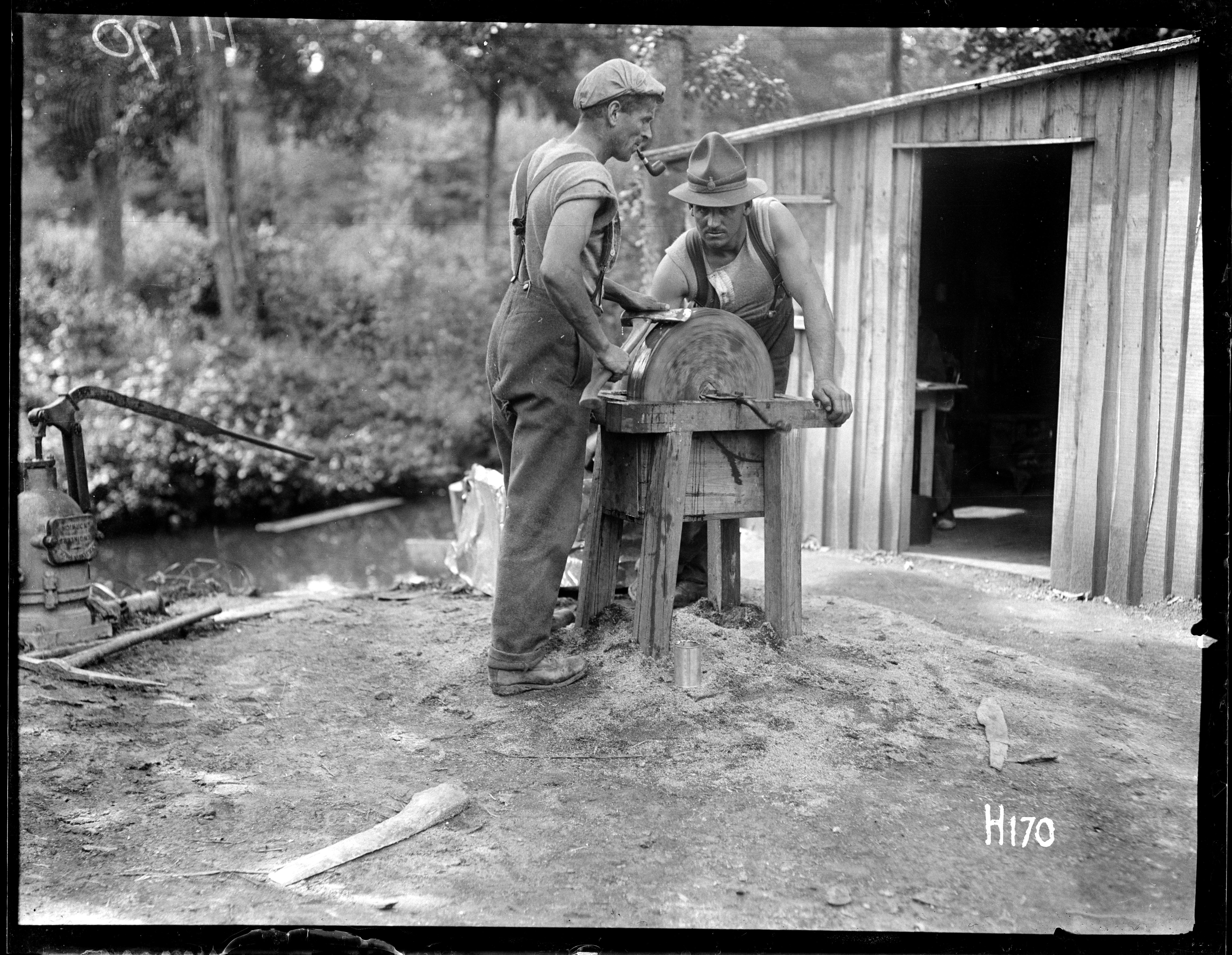
回転砥石での斧の刃付け。20世紀初頭、ニュージーランド
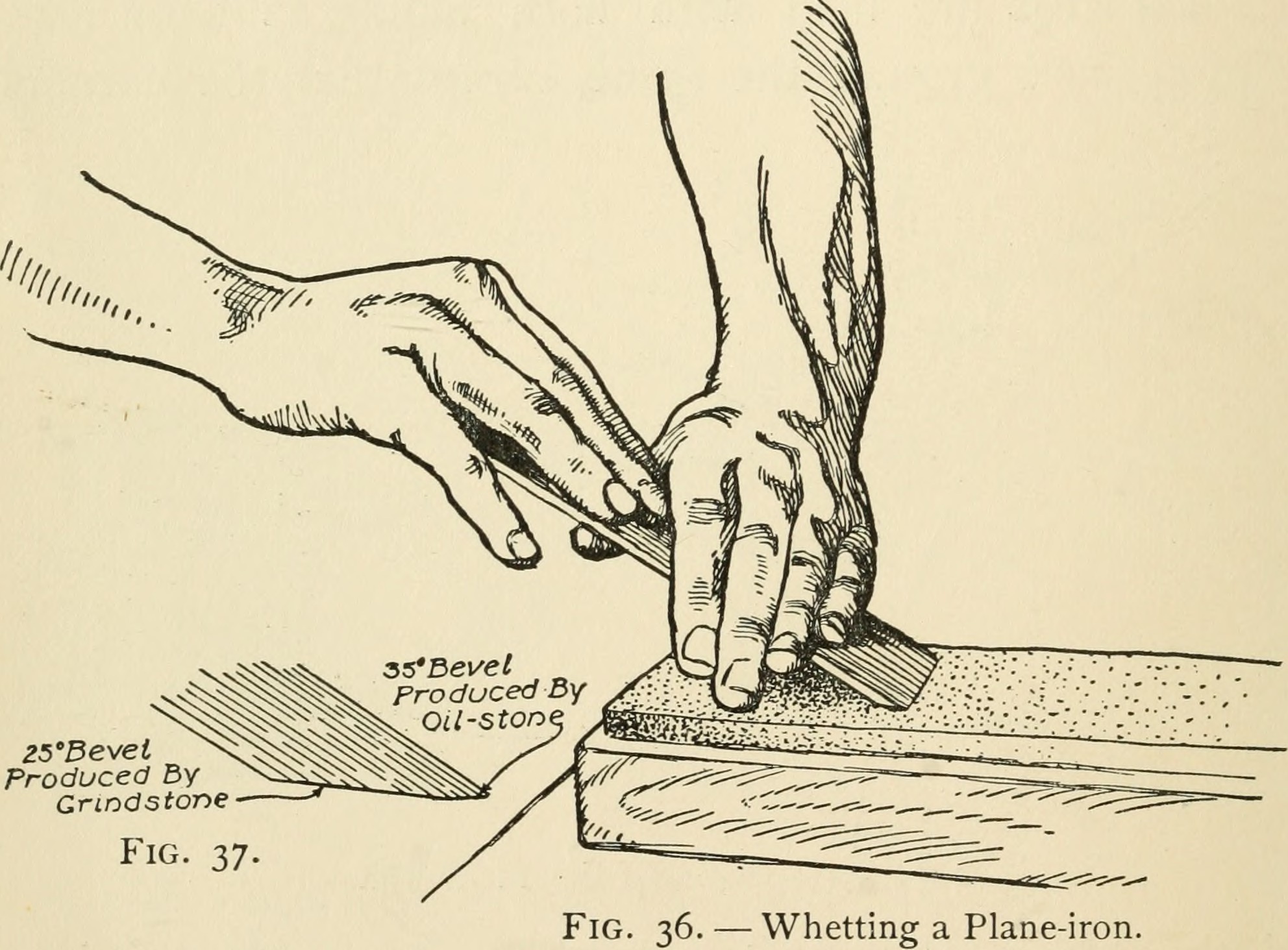
少年向け趣味本の刃付けの解説。1905年、アメリカ

## 機械の刃
切削工具の刃はバイトやビットという。
ドリルの刃は、ドリルビットという。
機械の刃には「鋸刃」も含まれる。木材を切る鋸刃では、木が弾力のある素材であるため、線上の切削面に対してだけではなく、刃の側面をも同時に切削するような構造になっており、これによって切断中に鋸刃の左右から締め付けられ刃先が抜けなくなる事態を防いでいる。

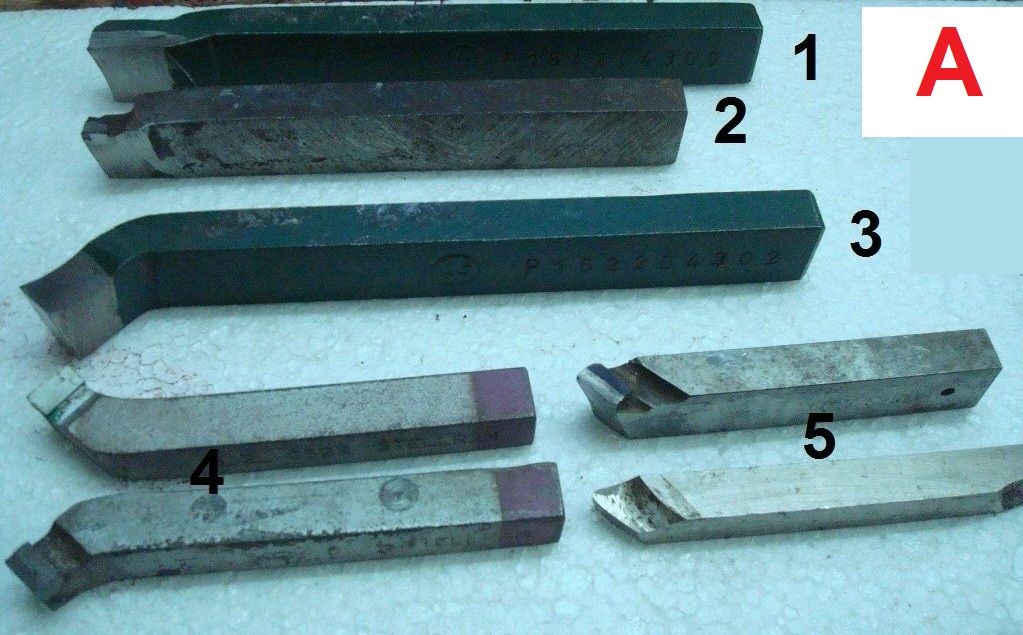
切削工具のバイト
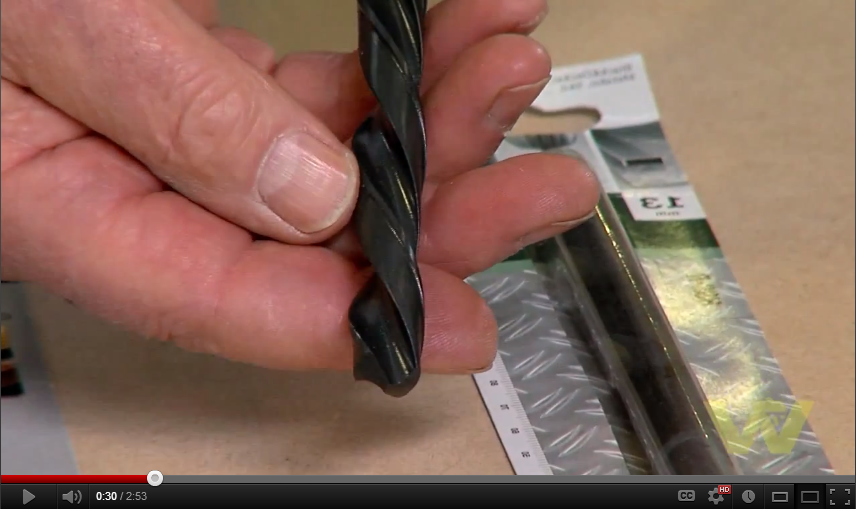
ドリルの刃（ビット）
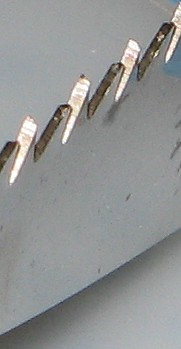
鋸刃の拡大写真

## エッジとブレード
英語でEdgeは刃のみを指し、Bladeは薄い板もしくは刀身（刃から峰まで）を意味する。